# Kabinet-May I
Het kabinet–May I was het eerste kabinet van premier Theresa May van het Verenigd Koninkrijk. 
Het kabinet werd gevormd op 13 juli 2016, na het ontslag van David Cameron als eerste minister en zijn kabinet. Dit ontslag volgde op het referendum van juni 2016 inzake de Britse terugtrekking uit de Europese Unie (Brexit).
Het kabinet steunde op een conservatieve meerderheid in het Lagerhuis. In april 2017 stelde May een nieuwe verkiezing voor en verkreeg hiervoor de benodigde boventallige meerderheid in het Lagerhuis, waarmee zij beoogde een grotere meerderheid in het Lagerhuis te verkrijgen en een sterkere uitgangspositie voor de 'brexit'-onderhandelingen te creëren. Deze verkiezingen vonden plaats op 8 juni 2017 en resulteerde in een minderheid voor de conservatieve partij van May.

## Samenstelling
| Ambtsbekleder                                                           | Ambtsbekleder      | Ambtsbekleder                                      | Functie                                                                | Ambtstermijn     | Ambtstermijn     | Partij             |
| ----------------------------------------------------------------------- | ------------------ | -------------------------------------------------- | ---------------------------------------------------------------------- | ---------------- | ---------------- | ------------------ |
|                                                                         | Theresa May        | Theresa May (1956)                                 | Premier                                                                | 13 juli 2016     | 24 juli 2019     | Conservative Party |
|                                                                         | Philip Hammond     | Philip Hammond (1955)                              | Minister van Financiën                                                 | 13 juli 2016     | 24 juli 2019     | Conservative Party |
|                                                                         | Boris Johnson      | Boris Johnson (1964)                               | Minister van Buitenlandse Zaken                                        | 13 juli 2016     | 9 juli 2018      | Conservative Party |
|                                                                         | Amber Rudd         | Amber Rudd (1963)                                  | Minister van Binnenlandse Zaken                                        | 13 juli 2016     | 30 april 2018    | Conservative Party |
|                                                                         | David Lidington    | dr. David Lidington (1956)                         | Lord President of the Council                                          | 13 juli 2016     | 11 juni 2017     | Conservative Party |
| Leader of the House of Commons                                          | David Lidington    | dr. David Lidington (1956)                         |                                                                        | 13 juli 2016     | 11 juni 2017     | Conservative Party |
|                                                                         | Natalie Evans      | Baroness Evans van Bowes Park Natalie Evans (1975) | Lord Privy Seal                                                        | 13 juli 2016     | 6 september 2022 | Conservative Party |
| Leader of the House of Lords                                            | Natalie Evans      | Baroness Evans van Bowes Park Natalie Evans (1975) |                                                                        | 13 juli 2016     | 6 september 2022 | Conservative Party |
|                                                                         | Liz Truss          | Liz Truss (1975)                                   | Minister van Justitie                                                  | 13 juli 2016     | 11 juni 2017     | Conservative Party |
| Lord Chancellor                                                         | Liz Truss          | Liz Truss (1975)                                   |                                                                        | 13 juli 2016     | 11 juni 2017     | Conservative Party |
|                                                                         | Greg Clark         | dr. Greg Clark (1967)                              | Minister van Economische Zaken                                         | 13 juli 2016     | 24 juli 2019     | Conservative Party |
|                                                                         | Michael Fallon     | Sir Michael Fallon (1952)                          | Minister van Defensie                                                  | 14 juli 2014     | 1 november 2017  | Conservative Party |
|                                                                         | Jeremy Hunt        | Jeremy Hunt (1966)                                 | Minister van Volksgezondheid en Sociale Zaken                          | 4 september 2012 | 9 juli 2018      | Conservative Party |
|                                                                         | Damian Green       | Damian Green (1956)                                | Minister van Arbeid en Pensioenen                                      | 13 juli 2016     | 11 juni 2017     | Conservative Party |
|                                                                         | Justine Greening   | Justine Greening (1969)                            | Minister van Onderwijs                                                 | 13 juli 2016     | 8 januari 2018   | Conservative Party |
| Minister voor Vrouwen en Gelijkheid                                     | Justine Greening   | Justine Greening (1969)                            |                                                                        | 13 juli 2016     | 8 januari 2018   | Conservative Party |
|                                                                         | Chris Grayling     | Chris Grayling (1962)                              | Minister van Transport                                                 | 13 juli 2016     | 24 juli 2019     | Conservative Party |
|                                                                         | Sajid Javid        | Sajid Javid (1969)                                 | Minister van Wijken en Lokale Zaken                                    | 13 juli 2016     | 8 januari 2018   | Conservative Party |
|                                                                         | Andrea Leadsom     | Andrea Leadsom (1963)                              | Minister van Milieu, Voedsel en Agrarisch Zaken                        | 13 juli 2016     | 11 juni 2017     | Conservative Party |
|                                                                         | Karen Bradley      | Karen Bradley (1970)                               | Minister van Cultuur, Media en Sport                                   | 13 juli 2016     | 11 juni 2017     | Conservative Party |
|                                                                         | Liam Fox           | dr. Liam Fox (1961)                                | Minister voor Internationale Handel                                    | 13 juli 2016     | 24 juli 2019     | Conservative Party |
|                                                                         | David Mundell      | David Mundell (1962)                               | Minister voor Schotland                                                | 9 mei 2015       | 24 juli 2019     | Conservative Party |
|                                                                         | Alun Cairns        | Alun Cairns (1970)                                 | Minister voor Wales                                                    | 19 maart 2016    | 16 december 2019 | Conservative Party |
|                                                                         | James Brokenshire  | James Brokenshire (1968–2021)                      | Minister voor Noord-Ierland                                            | 13 juli 2016     | 8 januari 2018   | Conservative Party |
|                                                                         | David Davis        | David Davis (1948)                                 | Minister voor Vertrek uit de Europese Unie                             | 13 juli 2016     | 8 juli 2018      | Conservative Party |
|                                                                         | Priti Patel        | Priti Patel (1972)                                 | Minister voor Ontwikkelingshulp                                        | 13 juli 2016     | 8 november 2017  | Conservative Party |
| Formeel geen leden van het kabinet, maar woonde kabinetsvergadering bij |                    |                                                    |                                                                        |                  |                  |                    |
| Ambtsbekleder                                                           | Ambtsbekleder      | Ambtsbekleder                                      | Functie                                                                | Ambtstermijn     | Ambtstermijn     | Partij             |
|                                                                         | Patrick McLoughlin | Sir Patrick McLoughlin (1957)                      | Kanselier van het Hertogdom Lancaster                                  | 13 juli 2016     | 8 januari 2018   | Conservative Party |
|                                                                         | Ben Gummer         | Ben Gummer (1978)                                  | Minister voor Kabinetszaken                                            | 13 juli 2016     | 11 juni 2017     | Conservative Party |
| Thesaurier- generaal                                                    | Ben Gummer         | Ben Gummer (1978)                                  |                                                                        | 13 juli 2016     | 11 juni 2017     | Conservative Party |
|                                                                         | David Gauke        | David Gauke (1971)                                 | Onderminister voor Financiën                                           | 13 juli 2016     | 11 juni 2017     | Conservative Party |
|                                                                         | Jeremy Wright      | Jeremy Wright (1972)                               | Advocaat- generaal                                                     | 14 juli 2014     | 11 juni 2017     | Conservative Party |
|                                                                         | Gavin Williamson   | Gavin Williamson (1976)                            | Ondersecretaris voor Financiën Parliamentary Secretary to the Treasury | 13 juli 2016     | 11 juni 2017     | Conservative Party |
| Chief Whip in het Lagerhuis                                             | Gavin Williamson   | Gavin Williamson (1976)                            |                                                                        | 13 juli 2016     | 11 juni 2017     | Conservative Party |

Russell I ·
Smith-Stanley I ·
Hamilton-Gordon ·
Temple I ·
Smith-Stanley II ·
Temple II ·
Russell II ·
Smith-Stanley III ·
Disraeli I ·
Gladstone I ·
Disraeli II ·
Gladstone II ·
Gascoyne-Cecil I ·
Gladstone III ·
Gascoyne-Cecil II ·
Gladstone IV ·
Primrose ·
Gascoyne-Cecil III ·
Gascoyne-Cecil IV ·
Balfour ·
Campbell-Bannerman ·
Asquith I ·
Asquith II ·
Asquith III ·
Asquith IV ·
Lloyd George I ·
Lloyd George II ·
Law ·
Baldwin I ·
MacDonald I ·
Baldwin II ·
MacDonald II ·
MacDonald III ·
MacDonald IV ·
Baldwin III ·
Chamberlain I ·
Chamberlain II ·
Churchill I ·
Churchill II ·
Attlee I ·
Attlee II ·
Churchill III ·
Eden ·
Macmillan I ·
Macmillan II ·
Douglas-Home ·
Wilson I ·
Wilson II ·
Heath ·
Wilson III ·
Callaghan ·
Thatcher I ·
Thatcher II ·
Thatcher III ·
Major I ·
Major II ·
Blair I ·
Blair II ·
Blair III ·
Brown ·
Cameron I ·
Cameron II ·
May I ·
May II ·
Johnson I ·
Johnson II ·
Truss ·
Sunak ·
Starmer